# Series 40
Series 40和Series 45是諾基亞和威圖開發的行動作業系統，首次搭載於1999年發布的諾基亞7110。

## 技術
S40和S45是功能手機的嵌入式軟件平台，應用低分辨率的彩色圖形界面，並且支持Java ME和Flash Lite應用程序。

## 外部連結
- 諾基亞 （页面存档备份，存于）